# Jules Pommery
Jules Pommery (Cosne-Cours-sur-Loire, 22 gennaio 2001) è un lunghista francese.

## Carriera
A livello giovanile ha vinto la medaglia d'oro agli Europei under 20 del 2019 di Borås.
Nel 2022 ha vinto la medaglia di bronzo agli Europei di Monaco di Baviera, posizionandosi dietro al greco Miltiadīs Tentoglou e allo svedese Thobias Montler con la misura di 8,06 metri, dopo la squalifica del britannico Jacob Fincham-Dukes, inizialmente giunto secondo.

## Palmarès
| Anno | Manifestazione   | Sede              | Evento         | Risultato | Prestazione | Note                          |
| ---- | ---------------- | ----------------- | -------------- | --------- | ----------- | ----------------------------- |
| 2019 | Europei U20      | Borås             | Salto in lungo | Oro       | 7,83 m      | Miglior prestazione personale |
| 2021 | Europei U23      | Tallinn           | Salto in lungo | 4º        | 7,71 m      |                               |
| 2022 | Europei          | Monaco di Baviera | Salto in lungo | Bronzo    | 8,06 m      |                               |
| 2022 | Mediterraneo U23 | Pescara           | Salto in lungo | Oro       | 7,98 m      | w                             |
| 2023 | Europei indoor   | Turchia           | Salto in lungo | nm (q)    | nm (q)      |                               |
| 2023 | Europei U23      | Espoo             | Salto in lungo | 4º        | 7,64 m      |                               |
| 2023 | Mondiali         | Budapest          | Salto in lungo | 37º (q)   | 7,23 m      |                               |
| 2024 | Europei          | Roma              | Salto in lungo | 24º (q)   | 7,72 m      |                               |

## Campionati nazionali
2019
- 5º ai campionati francesi indoor, salto in lungo - 7,60 m

2020
- 4º ai campionati francesi, salto in lungo - 7,68 m
- Argento ai campionati francesi indoor, salto in lungo - 7,62 m

2021
- 6º ai campionati francesi indoor, salto in lungo - 7,41 m

2022
- Oro ai campionati francesi, salto in lungo - 7,86 m

2023
- Oro ai campionati francesi, salto in lungo - 8,12 m
- Argento ai campionati francesi indoor, salto in lungo - 7,74 m

## Altre competizioni internazionali
2022
- 9º all'Herculis ( Monaco), salto in lungo - 7,83 m
- 4º al Bauhaus-Galan ( Stoccolma), salto in lungo - 7,80 m

2023
- 4º al Meeting de Paris ( Parigi), salto in lungo - 7,90 m